# Karosa C 734
Karosa C 734 (русск. [каро́са цэ се́дм сет тршице́т чты́ржи]) — высокопольный междугородный автобус, серийно производившийся в городе Високе-Мито компанией Karosa в 1981—1997 годах (прототипы — с 1975).

## Конструкция
Karosa C 734 стала базовой моделью 700-й серии. Это двухосный автобус с кузовом полунесущей конструкции и двигателем за задней осью. Между осями, под полом, располагается багажный отсек объемом 3,5 м³. Передний и задний мосты — производства фирмы LIAZ, на первых образцах устанавливались мосты венгерской фирмы Rába. По правому борту размещены две навесных двери примерно одинакового размера. Передняя дверь размещена за передней осью, вторая — в средней части кузова. Компоновка салона — 2+2 с проходом посередине.
C 734, как и все модели семейства 700, в ходе производства претерпела много изменений, что хорошо повлияло на увеличение её работоспособности. В том числе это касается установки более мощных двигателей.

## Производство
Первые два образца были собраны в 1975 году. Им присвоили индексы C3 и C4. Прототип C5 был произведён двумя годами позже. Около 50 опытных образцов были изготовлены до 1980 года, а серийное производство было начато в следующем году, в августе. Модель выпускалась до 1997 года. Позже, с незначительными доработками, её сменила модель C834. В целом, в период с 1975 по 1997 год было выпущено 18 079 машин.
В основном, автобусы C 734 работали на коротких междугородных и региональных линиях Чехословакии. Некоторые по-прежнему в эксплуатации, но их число сокращается по мере закупок более современных моделей. Некоторые предприятия используют C 734 в качестве учебных машин. На экспорт попало всего 1458 автобусов, большинство из которых поставлено в страны СНГ (620 штук) и соцстраны, в частности, в НРБ, ВНР, Вьетнам.

## Недостатки
Из-за особенностей строения кузова в ходе эксплуатации возникали проблемы с прогревом салона при температуре воздуха ниже 0 °C, но они легко решались установкой дополнительных отопителей в салоне (в стандартной комплектации автобус имел всего четыре салонных отопителя). Также возникали трудности с вентиляцией салона: в жару в автобусах было душно из-за малого размера форточек. Всего пять окон, без учёта водительского, было оборудовано форточками, три из которых располагались с левой стороны кузова, а два — с правой. Высота форточек составляет около 15 см, на каждое окно приходится по две форточки. Кроме форточек, вентиляционная система имела три вентиляторных воздухозаборника в крыше, люк в крыше сзади (некоторые автобусы имели также и передний люк), кроме того, четыре вентилятора обеспечивали забор воздуха через вентиляционную решетку в передней маске.

## Описание наиболее массовых модификаций
Karosa C734.00
Первая серийная модификация. Оснащалась двигателями LIAZ ML634, LIAZ ML635 без турбин. Задний мост — RÁBA A018, позже RÁBA A118. Кресла аналогичны модели Karosa ŠL11. Водительское окно выше, чем у поздних моделей, а нижняя линия остекления передних дверей выровнена не по молдингу, а по бамперу (впрочем, как и в C734.03).
Karosa C734.03
Модификация с некоторыми изменениями. Задний мост — RÁBA A118, двигатель LIAZ ML635. Кресла заменены на более удобные, впоследствии устанавливавшиеся на С734.20, С734.40.
Karosa C734.20 и C734.40
Двигатель турбированный — LIAZ ML636P. Задние мосты — RÁBA A007 (С734.20) и RÁBA A009 (С734.40). Внешне отличаются головной оптикой (на C734.20 круглые фары, на С734.40 с 1989—1990 годов — прямоугольные), присутствуют небольшие отличия в интерьере. Характерной чертой этих модификаций является выхлопная труба в заднем бампере.
Karosa C734.1340
Имеет турбодизель с интеркулером LIAZ ML636N. Задний мост — Detva с дифференциалом Rockwell. Имеет кресла измененной формы, а также иные тахометр (PAL) и тахограф (VDO). Внешне отличается решеткой на задней части правого борта.
Karosa C734.1345
Двигатель Renault MIHR 62045 A/3. Самым ярким отличием является задняя маска, аналогичная 900-й серии.

## Галерея
- C734.20 в Чехии
- Karosa C734.00. Вид сзади
- Салон C734.40. Вид вперёд
- C734.40
- Karosa C734.1340 в Стрежевом